# Conny Helder
Conny Helder (Den Haag, 27 november 1958) is een voormalig politica namens de VVD. Ze was van 2022 tot 2024 minister voor Langdurige Zorg en Sport en in 2024 minister van Volksgezondheid, Welzijn en Sport. Eerder was ze bestuursvoorzitter van Stichting Gezondheidscentra Eindhoven en ouderenzorgorganisatie tanteLouise.

## Jeugd en carrière
Helder werd op 27 november 1958 geboren in Den Haag. Ze volgde tussen 1971 en 1974 onderwijs aan het Jan Campert Mavo en deed vervolgens havo en vwo op het Thorbecke Lyceum. Helder schreef zich in voor de studie medicijnen, maar werd uitgeloot, en begon daarom in 1978 scheikunde te studeren aan de Universiteit Leiden. In 1979 verliet ze de universiteit om tot operatieassistent opgeleid te worden bij de Haagse ziekenhuizen Bronovo en Westeinde. Drie jaar later begon ze aan haar werkzame leven. Helder volgde daarnaast in deeltijd een kaderopleiding gezondheidszorg aan De Haagse Hogeschool. In diezelfde periode deed ze ook een deeltijdstudie politicologie aan de Universiteit Leiden, maar deze rondde ze niet af. Helder begon leidinggevende posities in ziekenhuizen te bekleden, aanvankelijk in Den Haag en Amsterdam. In 2000 werd ze manager bij de divisie chirurgie van het Universitair Medisch Centrum Utrecht. Vier jaar later vertrok ze naar de divisie heelkundige specialismen.
Helder werd in juli 2010 bestuursvoorzitter van Stichting Gezondheidscentra Eindhoven (SGE), die destijds tien centra in Eindhoven runde met onder andere huisartsen, apothekers, fysiotherapeuten en psychologen.

### tanteLouise en de coronapandemie

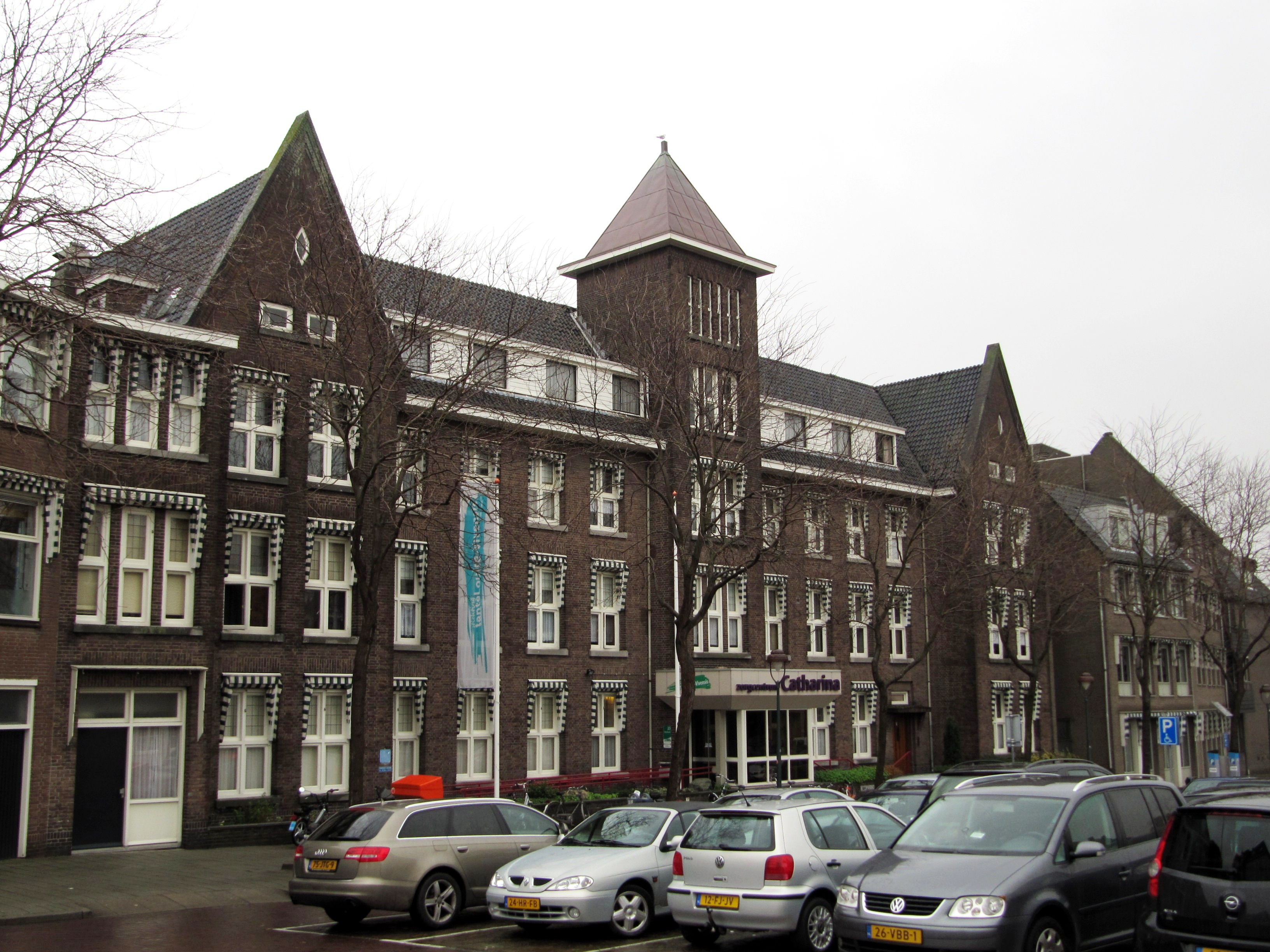
Tijdens Helders bestuursperiode werd besloten om het hoofdgebouw van Huize St. Catharina in Bergen op Zoom te slopen om plaats te maken voor nieuwbouw.

In juni 2017 ging ze aan de slag als bestuursvoorzitter van tanteLouise, een aanbieder van ouderenzorg actief in Bergen op Zoom, Steenbergen en Woensdrecht. Helder stelde zich als doel om de zorgketen te verbeteren en om meer langetermijnafspraken te maken met zorgverzekeraars en gemeenten. In het daaropvolgende jaar begon een van de verpleeghuizen met een experiment om medische diagnoses te stellen door specialisten op afstand door middel van AR-brillen.
Helder werd in 2019 voorzitter van het West-Brabantse Care Innovation Center (CIC), een samenwerkingsverband tussen lokale zorgaanbieders om innovatie te stimuleren. Een paar maanden eerder had tanteLouise een nieuw verpleeghuis voor patiënten met dementie genaamd Hof van Nassau geopend met verschillende technologische innovaties zoals een gps-volgsysteem om bewoners vrijer te laten rondlopen. Hierdoor trok het de aandacht van de BBC, CCTV en een delegatie van de Tsinghua-universiteit. Bovendien ging Helder mee met Hugo de Jonge, de minister van Volksgezondheid, Welzijn en Sport, op een werkbezoek naar China.
In januari 2020 werd Helder lid van ActiZ, de branchevereniging voor aanbieders van ouderenzorg. Kort daarna – op 27 februari – werd het coronavirus voor het eerst in Nederland vastgesteld, waarmee de coronapandemie startte. Met andere leiders van Noord-Brabantse zorgorganisaties richtte Helder het Regionaal Overleg Niet Acute Zorg (RONAZ) op in de maand daarna. Het adviesorgaan beval verpleeghuizen aan hun deuren voor bezoekers te sluiten om de verspreiding van het virus naar deze kwetsbare groep tegen te gaan. Helder gaf gehoor aan de oproep en liet vanaf 16 maart geen bezoekers meer toe. Drie dagen later verplichtte het kabinet-Rutte III deze maatregel.
Als woordvoerder van ActiZ en RONAZ verscheen Helder regelmatig in de media om de gevolgen van de coronapandemie in verpleeghuizen uit te leggen. Hierdoor omschreef Brabants Dagblad haar als het gezicht van de ouderenzorg tijdens de pandemie. Ze besteedde aandacht aan tekorten aan persoonlijke beschermingsmiddelen bij verpleeghuizen tijdens het begin van de eerste golf van besmettingen en aan personeelstekorten later, toen werknemers afwezig waren na het oplopen van het virus. Daarnaast uitte Helder de mening dat de ouderenzorg aanvankelijk over het hoofd werd gezien in vergelijking tot de intensieve zorg. Nadat het vaccin beschikbaar was gekomen, verdedigde ze het voorstel van ActiZ dat instellingen in de ouderenzorg inzicht zouden moeten hebben in de vaccinatiestatus van werknemers. Volgens haar zouden organisaties dan discussies kunnen organiseren met teams met een lage graad. In september 2020 werd bekendgemaakt dat Helder een van de drie genomineerden was voor de titel Topvrouw van het Jaar.

## Minister in het kabinet-Rutte IV

### Minister voor Langdurige Zorg en Sport
Helder werd in januari 2022 minister voor Langdurige Zorg en Sport namens de VVD als onderdeel van het kabinet-Rutte IV. Helder was minister zonder portefeuille met verantwoordelijkheid over langdurige zorg (ouderenzorg, gehandicaptenzorg, mensen met een beperking), GGZ, wijkverpleegkundige zorg, persoonsgebonden budget, kwaliteitsbeleid care, arbeidsmarktbeleid, sport, proces coördinatie verantwoording COVID-19 bij VWS, rechtmatige zorg en goed bestuur, ontregelde zorg en organiseerbaarheid/regionalisering. Ze stelde haarzelf als doel om "de zorg kwalitatief goed, maar ook betaalbaar, toegankelijk en aantrekkelijk te houden".
Helder noemde de benodigde groei van het zorgpersoneel vanwege de vergrijzing onhoudbaar; de Wetenschappelijke Raad voor het Regeringsbeleid (WRR) had geconcludeerd dat in 2040 een kwart van de beroepsbevolking in de zorg- en welzijnssector zou moeten werken, vergeleken met een zesde in 2021. Volgens Helder moest de zorg daarom anders georganiseerd worden. In juli 2022 presenteerde ze het plan Wonen, Ondersteuning en Zorg voor Ouderen (WOZO) om de Nederlandse ouderenzorg te hervormen door ouderen langer thuis te laten wonen in plaats van in een verpleeghuis. Helder wilde dit doel bereiken door middel van zorgpreventie, meer ouderenhuisvesting en technologische innovaties zoals beeldbellen en robots. Het kabinet trok hiervoor € 770 miljoen uit in de volgende vijf jaar. Helder nam overeenkomstig afstand van plannen om 50.000 extra plaatsen in verpleeghuizen te hebben vóór 2031 en wijzigde dit in 50.000 plaatsen in de gehele verpleegzorg. Ook startte ze een nieuw programma om € 500 miljoen per jaar te besteden aan het behouden van zorgpersoneel door het werkplezier te verhogen. Dit zou bereikt worden door middel van innovatie, onderwijs en ontwikkeling en door middel van verhoogd zeggenschap voor personeel. Vakbond FNV uitte kritiek vanwege het ontbreken van plannen voor loonsverhogingen.
Door haar benoeming tot minister werd Helder verantwoordelijk voor het onderzoek naar de mondkapjesaffaire, een deal van € 100 miljoen voor de verkoop van mondkapjes aan het ministerie van Volksgezondheid, Welzijn en Sport aan het begin van de coronapandemie door tv-commentator en activist Sywert van Lienden en twee zakenpartners. In tijden van tekorten aan persoonlijke beschermingsmiddelen hadden ze beweerd geen winstoogmerk te hebben, maar later werd bekend dat ze er € 20 miljoen aan hadden verdiend.  In oktober 2023 besloot Helder een rechtszaak tegen Van Liendens bedrijf te starten.
Namens de regering woonde Helder tijdens het WK voetbal 2022 een wedstrijd bij tussen Nederland en gastland Qatar. De Tweede Kamer had eerder een motie aangenomen om geen officiële delegatie te sturen vanwege de mensenrechten in het land. Na oproepen om een armband van de anti-discriminatiecampagne OneLove te dragen werd Helder bekritiseerd toen ze in plaats daarvan met een kleiner speldje kwam. Bovendien droeg ze een sjaal met de tekst "never mind" (het geeft niet), al noemde ze dit later onbedoeld. In maart 2023 kondigde Helder een nieuw onafhankelijk integriteitscentrum aan voor grensoverschrijdend gedrag, doping en wedstrijdvervalsing binnen de sport en gaf ze aan dat het Centrum Veilige Sport Nederland (CVSN) van het NOC*NSF naar dit nieuwe orgaan zou worden overgebracht. Het besluit volgde op een reeks misstanden binnen de sportwereld.
Vanaf 10 januari 2024 was Helder vanwege het aftreden van Ernst Kuipers waarnemend minister van Volksgezondheid, Welzijn en Sport. Na het aantreden van Pia Dijkstra als minister voor Medische Zorg op 2 februari, nam Helder de portefeuille van Kuipers permanent over. Op 2 juli 2024, bij het aantreden van het kabinet-Schoof, werd dit departement overgenomen door Fleur Agema.

## Na de politiek
Per 1 januari 2025 is Helder voorzitter van de Raad van Toezicht van het  OLVG in Amsterdam.

## Privéleven
Helders partner is een huisarts. Ze hebben een zoon en een dochter.

## Websites
- Rijksoverheid, Conny Helder.

## Voetnoten
1. 1 2  Herderscheê, Gijs, "Minister Helder over de ggz: 'We moeten ons afvragen of we elke zorgvraag met zorg moeten beantwoorden'", de Volkskrant, 7 juli 2022. Gearchiveerd op 31 juli 2022. Geraadpleegd op 31 juli 2022.
2. 1 2 3 4 5 6 7  Conny Helder. Rijksoverheid. Gearchiveerd op 26 september 2022. Geraadpleegd op 11 september 2022.
3. 1 2 3  Van der Leij, Lien, "Minister 'zonder verborgen agenda'", FD, 2 februari 2022. Gearchiveerd op 2 juli 2022. Geraadpleegd op 2 juli 2022.
4. 1 2  Dikkers, Pim, "Conny Helder flirtte al jaren met de politiek: 'Zonder corona was ik misschien al eerder minister geweest'", BD, 2 april 2022. Gearchiveerd op 5 juli 2022. Geraadpleegd op 5 juli 2022.
5. ↑  Van Aartsen, Carina, "Conny Helder wil de ouderenzorg 'radicaal' veranderen", Zorgvisie, 3 januari 2022. Gearchiveerd op 23 september 2022. Geraadpleegd op 11 september 2022.
6. ↑  "Nieuwe bestuurder gezondheidscentra", Eindhovens Dagblad, 12 juni 2010.
7. ↑  Van Ingen, Henk, "'TanteLouise is voorloper in veld van ouderenzorg'", BN DeStem, 30 juni 2017, p. 5.
8. ↑  Van Ingen, Henk, "Slimme bril voor efficiënte zorg", BN DeStem, 13 december 2017, p. 1.
9. ↑  Peppelaar, Marjo, "Chinese delegatie bezoekt Hof van Nassau Steenbergen: 'Ik zou hier zo willen wonen'", AD, 15 augustus 2019. Geraadpleegd op 6 februari 2022.
10. ↑  Moerland, Sandra, "Hof van Nassau in beeld bij Chinezen", BN DeStem, 20 januari 2020, p. 19.
11. ↑  Van der Rijt, Franka, "Zo ga je in coronatijd met ouderen om in het verpleeghuis", BD, 28 februari 2020. Geraadpleegd op 19 juni 2022.
12. 1 2  Roovers, Paul, "Bossche Conny Helder is hét gezicht van ouderen: 'Corona is venijnig, naargeestig en onnavolgbaar'", BD, 23 april 2020. Geraadpleegd op 19 juni 2022.
13. ↑  "Eerste Nederlander met coronavirus opgenomen in Tilburg, 'man vierde carnaval'", NOS, 27 februari 2022. Geraadpleegd op 19 juni 2022.
14. ↑  Cup, Ine, "Wie van deze drie Brabantse vrouwen wordt Topvrouw van het Jaar?", BN DeStem, 18 september 2020. Geraadpleegd op 19 juni 2022.
15. ↑  Van der Rijt, Franka, "Corona: geen bezoek meer voor ouderen in huizen tanteLouise", BN DeStem, 16 maart 2020. Geraadpleegd op 19 juni 2022.
16. ↑  "Alle verpleeghuizen op slot: bezoek niet meer toegestaan", RTL Nieuws, 19 maart 2020. Geraadpleegd op 19 juni 2022.
17. ↑  Visser, Marco; Pols, Gidi, "De sterfte in verpleeghuizen blijft voorlopig stijgen, hoe kan het dat het virus hier zo hard toeslaat?", Trouw, 16 april 2020. Geraadpleegd op 19 juni 2022.
18. ↑  Huisman, Charlotte, "RIVM: 900 van de 2.500 verpleeghuizen met corona besmet", de Volkskrant, 8 april 2020. Geraadpleegd op 19 juni 2022.
19. ↑  "'Ziekte-uitval onder verpleeghuispersoneel neemt toe'", Dagblad van het Noorden, 22 mei 2020. Geraadpleegd op 19 juni 2022.
20. ↑  Van den Dool, Pim; Weeda, Frederiek, "Worden de kwetsbaarste mensen wel genoeg beschermd?", NRC, 16 april 2020. Geraadpleegd op 19 juni 2022.
21. ↑  Van de Klundert, Mitchell, "Werkgevers ouderenzorg willen weten of personeel gevaccineerd is", NOS, 1 september 2021. Geraadpleegd op 26 juni 2022.
22. ↑  "Mariëlle Bartholomeus, medisch directeur ziekenhuis Bernhoven, topvrouw van het jaar", NOS, 24 september 2020. Geraadpleegd op 19 juni 2022.
23. ↑  "Het aantal arbeidsplaatsen in de zorg kan niet oneindig groeien, vindt minister Helder (Langdurige Zorg), dus moet de zorg anders worden georganiseerd", Friesch Dagblad, 16 mei 2022. Geraadpleegd op 31 juli 2022.
24. ↑  Tunali, Tan, "Minister Helder wil ouderenzorg anders organiseren: zelfredzaam en 'digitaal als het kan'", NRC, 4 juli 2022. Geraadpleegd op 31 juli 2022.
25. ↑  "Betaalbare ouderenzorg met robot en beeldbellen", Binnenlands Bestuur, 4 juli 2022. Geraadpleegd op 31 juli 2022.
26. ↑  "Kamer vreest tekort aan capaciteit verpleeghuiszorg", Nederlands Dagblad, 31 maart 2022. Geraadpleegd op 5 juli 2022.
27. ↑  "Half miljard per jaar voor arbeidsmarkt zorg", Dagblad De Limburger, 1 oktober 2022, p. 17.
28. ↑  (en) Henley, Jon, "Dutch to investigate business trio’s € 100m face mask deal", The Guardian, 8 juni 2021. Geraadpleegd op 3 juli 2022.
29. ↑  "Staat begint rechtszaak tegen bedrijf Van Lienden om mondkapjesdeal", Trouw, 19 oktober 2023. Geraadpleegd op 1 november 2023.
30. ↑  ‘Sportminister Conny Helder namens kabinet naar WK in Qatar’, NRC, 10 november 2022, bezocht 11-11-2022
31. ↑  "Minister Helder draagt speldje in plaats van OneLove-band, Qatari maken wél statement met armband", AD, 29 november 2022. Geraadpleegd op 26 december 2022.
32. ↑  Peer, Wouter, "Minister Helder had niet door dat tekst 'never mind' op sjaal stond: 'Gewoon onhandig'", AD, 1 december 2022. Geraadpleegd op 30 september 2023.
33. ↑  "Onafhankelijk centrum tegen sportmisstanden zoals wangedrag en doping", Trouw, 29 maart 2023. Geraadpleegd op 17 april 2023.
34. ↑  Conny Helder nieuwe voorzitter raad van toezicht OLVG, www.olvg.nl, 20 december 2024
35. ↑  "Dagboek van Conny Helder tijdens de coronastorm", BN DeStem, 4 april 2020, p. pp. 4–5.

- Parlement.com: vlp7d2ku6azf